# Stefan Liebler
Stefan Liebler (* 9. Oktober 1958) ist ein deutscher Jurist. Er war von Juli 2003 bis Oktober 2024 Richter am Bundesverwaltungsgericht.

## Leben und Wirken
Liebler trat nach Abschluss seiner juristischen Ausbildung in den Justizdienst des Landes Baden-Württemberg ein und war zunächst als Richter am Verwaltungsgericht Stuttgart tätig. Im Juli 1996 wechselte er an das Sächsische Oberverwaltungsgericht in Bautzen. Von August 1996 bis Ende Juli 1998 war er als wissenschaftlicher Mitarbeiter an das Bundesverwaltungsgericht abgeordnet. Vor der Aufnahme seiner Tätigkeit als Richter am Bundesverwaltungsgericht am 17. Juli 2003 war Liebler als Ministerialrat im Sächsischen Staatsministerium der Justiz tätig.
Das Präsidium des Bundesverwaltungsgerichts wies Liebler zunächst dem 3. Revisionssenat zu, der u. a. für das Gesundheitsverwaltungsrecht, das Lebensmittelrecht, das Lastenausgleichsrecht, das Vermögenszuordnungsrecht, das Recht zur Bereinigung von SED-Unrecht, das Verkehrsrecht, das Jagd- und Fischereirecht und das Tierschutzrecht zuständig ist. Liebler trat am 31. Oktober 2024 in den Ruhestand.